# Sinni
Le Sinni (anciennement appelé Siris, Σίρις en grec) est un fleuve d'Italie dont la vallée est presque entièrement située dans la Basilicate.

## Géographie
Le fleuve Sinni prend sa source à une altitude de 1 380 m à Serra della Giumenta dans les Apennins sur le versant oriental du mont Sirino-Papa et qui, après avoir traversé l'extrémité méridionale de la Basilicate, se jette dans la mer Ionienne sur la commune de Policoro, en traversant la réserve naturelle orientale Boaco Pantano di Policoro (it). 
Il est long de 94 km[réf. nécessaire] et son bassin, qui a une surface de 1 292 km2[réf. nécessaire] dont 47 km2 en Calabre, converge avec ceux des fleuves Agri au nord, Noce à l'ouest, Lao, Coscile et Crati au sud. 

## Affluents
- Torrente Serrapotamo
- Torrente Cogliandrino
- Fiumarella Sant'Arcangelo
- Sarmento
- Torrente Frido

## Hydrologie
Son débit moyen ou module est de 15 m3/s.[réf. nécessaire] Son régime hydrologique est dit pluvial méridional.

## Aménagements et écologie
Son débit élevé a permis de réaliser d'importantes retenues d'eau artificielles à Maserria Nicodemo et Monte Cotugno.
Il traverse le lac du mont Cotugno